# Mikołaj Bitowt Aleksandrowicz
Mikołaj Bitowt Aleksandrowicz herbu własnego – sędzia grodzki upicki w latach 1625–1639.
Żonaty z Ester Zofią Wołczkówną i Hanną Czypianką Juszkiewiczówną.
Był członkiem konfederacji generalnej zawiązanej 16 lipca 1632 roku. Poseł na sejm konwokacyjny 1632 roku z powiatu upickiego. Był elektorem Władysława IV Wazy z województwa trockiego w 1632 roku.
Był wyznawcą kalwinizmu.